# Mark Mazower
Mark Mazower, né le 20 février 1958 à Londres, est un historien et écrivain britannique.

## Biographie
Mazower a étudié les études classiques et la philosophie à l'université d'Oxford ainsi que les relations internationales à l'université Johns-Hopkins à Baltimore (États-Unis). En 1981, il obtenait son bachelor à Oxford et, en 1983, sa maîtrise à Baltimore. En 1988, il achevait sa thèse de doctorat à Oxford. Ensuite, il enseignait l'histoire en professeur à la Birkbeck, University of London, à l'université de Sussex et à l'université de Princeton. À présent, il est professeur à l'université Columbia à New York.
Mazower se voue principalement à l'histoire de la Grèce et des États des Balkans à l'époque moderne aussi bien qu'à l'histoire de l'occupation allemande en Europe et des idéologies pendant le XXe siècle. Ses livres ont été traduits dans plusieurs langues. Il est surtout connu pour son chef-d'œuvre Le Continent des ténèbres (1998) où il joint méthodiquement l'histoire politique à l'histoire des idées d'une façon essayiste. Dans cet ouvrage historiographique, il étudie le rapport de l'Europe à la démocratie, en tentant de démythifier l'idée commune qu'il existe depuis la Grèce antique, un certain attachement du vieux continent pour le système démocratique. 
Outre son occupation universitaire, Mazower travaille en journaliste, en particulier pour le Financial Times.

## Publications

### En auteur
- Greece and the inter-war economic Crisis, Oxford 1991.
- Inside Hitler's Greece. The Experience of Occupation 1941-44, New Haven-Londres, 1993.
  - Dans la Grèce d'Hitler, 1941-1944, Belles Lettres 2002.
- The dark Continent. Europe’s twentieth Century, Londres, 1998.
  - Le Continent des ténèbres : une histoire de l'Europe au XXe siècle, Éditions Complexe 2005.
- The Balkans, Londres, 2000.
- Salonica. City of Ghosts. Christians, Muslims and Jews 1430-1950, Londres, 2004.
- Hitler's Empire. Nazi Rule in occupied Europe, Londres, 2008.
- Networks of Power in modern Greece, Londres, 2008.
- No Enchanted Palace. The End of Empire and the Ideological Origins of United Nations, Princeton University Press, 2010, réed. 2013,  (ISBN 978-0691157955).
- Governing the World: The History of an Idea (Penguin Group, 2012.  (ISBN 978-1-5942-0349-7))
- What You Did Not Tell: A Russian Past and the Journey Home, Londres, Allen Lane, 2017.

### En éditeur
- The Policing of Politics in the twentieth Century. Historical Perspectives, Providence/Rhode Island 1997.
- After the War was over. Reconstructing the State, Family and the Law in Greece, 1943-1960, Princeton 2000.
- Ideologies and national Identities. The Case of twentieth-century Southeastern Europe, Budapest 2004.